# Austroneurorthus horstaspoecki
Austroneurorthus horstaspoecki is een insect uit de familie van de Nevrorthidae, die tot de orde netvleugeligen (Neuroptera) behoort. 
Austroneurorthus horstaspoecki is voor het eerst wetenschappelijk beschreven door U. Aspöck in 2004.